# ウエストパック銀行
ウエストパック銀行 (ウエストパックぎんこう、英称：Westpac, 旧称：Westpac Banking Corporation, ASX: WBC,NZX:WBC) は、オーストラリアのシドニーに本店をおく市中銀行である。S&P/NZX 50構成銘柄。
オーストラリアの四大銀行（ナショナルオーストラリア銀行、オーストラリア・コモンウェルス銀行、オーストラリア・ニュージーランド銀行）の一つである。
1817年設立のニューサウスウエールズ銀行に起源を持ち、オーストラリア、ニュージーランドのほか、フィジー、パプアニューギニア、サモア、ソロモン諸島、トンガ、バヌアツ、シンガポール、香港、中国、インドネシアでも一般銀行業務を行っている。
日本には東京支店が東京都港区虎ノ門五丁目にあった。